# Richtlinie 2012/27/EU (Energieeffizienz-Richtlinie)
Die Richtlinie 2012/27/EU (Energieeffizienzrichtlinie, Abkürzung EnEff-RL, Energieeffizienz-RL; englisch Energy Efficiency Directive, EED), soll dazu beitragen, die Abhängigkeit von Energieimporten und knappen Energieressourcen zu verringern, dem Klimawandel Einhalt zu gebieten und die Wirtschaftskrise zu überwinden. „Energieeffizienz ist ein wertvolles Instrument, um diese Herausforderungen anzugehen“.
Die Energieeffizienzrichtlinie ist ein wesentlicher Teil des Energierechts der Europäischen Union und Vorgabe für Normen in den Unionsmitgliedstaaten, um  Lösungen für die wachsende Abhängigkeit der Union „[…] aus einigen wenigen Regionen der Welt und für das Problem der Klimaänderung zu finden“.

## Ziele der Richtlinie
Die Hauptziele der Energieeffizienzrichtlinie sind:
- Festlegung nationaler Energieeffizienzziele für 2020;
- Sanierungsrate für Gebäude der Zentralregierung von 3 Prozent pro Jahr;
- verpflichtende Energieeinsparung der Mitgliedstaaten im Zeitraum 2014 bis 2020 von jährlich durchschnittlich 1,5 Prozent;
- verpflichtende Durchführung regelmäßiger Energieaudits in großen Unternehmen;
- Kraft-Wärme-Kopplung: verpflichtende Durchführung einer Kosten-Nutzen-Analyse bei Neubau oder Modernisierung von Kraftwerken und Industrieanlagen.[4]

Die Energieeffizienzrichtlinie soll daher mehrere Effekte hervorrufen:
- Senkung der Energiekosten durch weniger Verbrauch;
- Verbesserung der Versorgungssicherheit durch geringere und diversifizierte Energieimporte;
- Wirtschaftsimpulse durch Investitionen;
- Klimaschutz durch Verbrauchsreduktion und Effizienzsteigerungen.

## Gegenstand der Richtlinie
Gegenstand der Energieeffizienzrichtlinie bzw. teilweise ihrer Vorgänger, der 2004/8/EG und der EDL-Richtlinie 2006/32/EG, ist es nach Artikel 1 Abs. 1 der  Energieeffizienzrichtlinie, einen gemeinsamen Rahmen für Maßnahmen zur Förderung von Energieeffizienz in der Union zu schaffen, „um sicherzustellen, dass das übergeordnete Energieeffizienzziel der Union von 20 % bis 2020 erreicht“ werden, „und um weitere Energieeffizienzverbesserungen für die Zeit danach vorzubereiten“.
Dies soll durch Regeln erfolgen, die in der Energieeffizienzrichtlinie festgelegt wurden, um „Hemmnisse im Energiemarkt und Marktversagen, die der Effizienz bei der Energieversorgung und -nutzung entgegenstehen“ zu beseitigen.
Die Festlegung „indikativer nationaler Energieeffizienzziele bis 2020“ ist dabei ein wichtiger Teil, um die Vorgaben der europäischen Energieeffizienzrichtlinie umzusetzen, wobei die Anforderungen der Richtlinie Mindestanforderungen sein sollen und die Unionsmitgliedstaaten nicht daran gehindert werden sollen, „strengere Maßnahmen beizubehalten oder zu ergreifen“, sofern diese Maßnahmen mit dem Unionsrecht vereinbar sind (Artikel 2 Abs. 1 EnEff-RL).

## Rechtsgrundlage
Der Erlass der Richtlinie 2012/27/EU wurde auf insbesondere auf Artikel 194 AEUV (Energie) gestützt.

## Aufbau der Richtlinie 2012/27/EU
Die Richtlinie 2012/27/EU folgt teilweise den Vorgänger-RL 2004/8/EG und 2006/32/EG, wobei jedoch der Inhalt und die Artikelzählung wesentlich verändert wurde:
- KAPITEL I GEGENSTAND, GELTUNGSBEREICH, BEGRIFFSBESTIMMUNGEN UND ENERGIEEFFIZIENZZIELE
  - Artikel 1 Gegenstand und Geltungsbereich
  - Artikel 2 Begriffsbestimmungen
  - Artikel 3 Energieeffizienzziele
- KAPITEL II EFFIZIENZ BEI DER ENERGIENUTZUNG
  - Artikel 4 Gebäuderenovierung
  - Artikel 5 Vorbildcharakter der Gebäude öffentlicher Einrichtungen
  - Artikel 6 Beschaffung durch öffentliche Einrichtungen
  - Artikel 7 Energieeffizienzverpflichtungssysteme
  - Artikel 8 Energieaudits und Energiemanagementsysteme
  - Artikel 9 Verbrauchserfassung
  - Artikel 10 Abrechnungsinformationen
  - Artikel 11 Kosten für den Zugang zu Verbrauchserfassungs- und Abrechnungsinformationen
  - Artikel 12 Programm für „informierte und kompetente Verbraucher“
  - Artikel 13 Sanktionen
- KAPITEL III EFFIZIENZ BEI DER ENERGIEVERSORGUNG
  - Artikel 14 Förderung von Effizienz bei der Wärme- und Kälteversorgung
  - Artikel 15 Energieumwandlung, -übertragung bzw. -fernleitung und -verteilung
- KAPITEL IV HORIZONTALE BESTIMMUNGEN
  - Artikel 16 Verfügbarkeit von Qualifizierungs-, Akkreditierungs- und Zertifizierungssystemen
  - Artikel 17 Information und Ausbildung
  - Artikel 18 Energiedienstleistungen
  - Artikel 19 Sonstige Maßnahmen zur Förderung von Energieeffizienz
  - Artikel 20 Nationaler Energieeffizienzfonds, Finanzierung und technische Unterstützung
  - Artikel 21 Umrechnungsfaktoren
- KAPITEL V SCHLUSSBESTIMMUNGEN
  - Artikel 22 Delegierte Rechtsakte
  - Artikel 23 Ausübung der Befugnisübertragung
  - Artikel 24 Überprüfung und Überwachung der Durchführung
  - Artikel 25 Online-
  - Artikel 26 Ausschussverfahren
  - Artikel 27 Änderungen und Aufhebungen
  - Artikel 28 Umsetzung
  - Artikel 29 Inkrafttreten
  - Artikel 30 Adressaten
- Anhang
  - ANHANG I ALLGEMEINE GRUNDSÄTZE FÜR DIE BERECHNUNG DER STROMMENGE AUS KWK
    - Teil I Allgemeine Grundsätze
    - Teil II KWK-Technologien, die unter diese Richtlinie fallen

  - ANHANG II VERFAHREN ZUR BESTIMMUNG DER EFFIZIENZ DES KWK-PROZESSES
  - ANHANG III ENERGIEEFFIZIENZANFORDERUNGEN FÜR DIE BESCHAFFUNG VON PRODUKTEN, DIENSTLEISTUNGEN UND GEBÄUDEN DURCH ZENTRALREGIERUNGEN
  - ANHANG IV ENERGIEGEHALT AUSGEWÄHLTER BRENNSTOFFE FÜR DEN ENDVERBRAUCH — UMRECHNUNGSTABELLE (1)
  - ANHANG V Einheitliche Methoden und Grundsätze zur Berechnung der Auswirkungen der Energieeffizienzverpflichtungssysteme oder anderer strategischer Maßnahmen nach Artikel 7 Absätze 1, 2 und 9 sowie Artikel 20 Absatz 6
  - ANHANG VI Mindestkriterien für Energieaudits einschließlich derjenigen, die als Teil von Energiemanagementsystemen durchgeführt werden
  - ANHANG VII Mindestanforderungen an die Abrechnung und an Abrechnungsinformationen auf der Grundlage des tatsächlichen Verbrauchs
  - ANHANG VIII Effizienzpotenzial in der Wärme- und Kälteversorgung
  - ANHANG IX KOSTEN-NUTZEN-ANALYSE
    - Teil 1 Allgemeine Grundsätze der Kosten-Nutzen-Analyse
    - Teil 2 Grundsätze für die Zwecke von Artikel 14 Absätze 5 und 7

  - ANHANG X Herkunftsnachweis für Strom aus hocheffizienter KWK
  - ANHANG XI Energieeffizienzkriterien für die Regulierung von Energienetzen und für Stromnetztarife
  - ANHANG XII ENERGIEEFFIZIENZANFORDERUNGEN AN ÜBERTRAGUNGS- UND VERTEILERNETZBETREIBER
  - ANHANG XIII Mindestelemente in Energieleistungsverträgen mit dem öffentlichen Sektor oder in den zugehörigen Ausschreibungsbedingungen
  - ANHANG XIV ALLGEMEINER RAHMEN FÜR DIE BERICHTERSTATTUNG
    - Teil 1 Allgemeiner Rahmen für Jahresberichte
    - Teil 2 Allgemeiner Rahmen für Nationale Energieeffizienz-Aktionspläne

  - ANHANG XV Entsprechungstabelle

## Ausgewählte Bestimmungen der RL 2012/27/EU

### Energieeffizienzziele
Die vorgesehenen Energieeffizienzziele hat grundsätzlich jeder Unionsmitgliedstaat selbst festzulegen durch einen nationalen Energieeffizienzplan. Übergeordnetes Ziel nach Artikel 3 EnEff-RL ist es, dass der Energieverbrauch der Europäischen Union im Jahr 2020 nicht mehr als 1.474 Mio. t RÖE Primärenergie oder nicht mehr als 1.078 Mio. t RÖE Endenergie betragen darf.
Dabei wird grundsätzlich in zwei Hauptbereiche unterschieden, die
- Energieeffizienz bei der Energienutzung (Artikel 4 bis 13 EnEff-RL) und
- Energieeffizienz bei der Energieversorgung (Artikel 14 und 15 EnEff-RL).

#### Energieeffizienz bei der Energienutzung
Die Energieeffizienz bei der Energienutzung soll vor allem erreicht werden durch:
- Gebäuderenovierung (Artikel 4 EnEff-RL);
- Vorbildcharakter bei der Energieeinsparung bei Gebäuden öffentlicher Einrichtungen (Artikel 5 EnEff-RL);
- Vorbildliche Beschaffung von Produkten, Dienstleistungen und Gebäuden mit hoher Energieeffizienz durch öffentliche Einrichtungen (Artikel 6 EnEff-RL);
- Energieeffizienzverpflichtungssysteme für Energieverteiler und/oder Energieeinzelhandelsunternehmen (Artikel 7 EnEff-RL);
- Energieaudits für alle Endkunden und Energiemanagementsysteme (Artikel 8 EnEff-RL);
- Verbrauchserfassung von elektrischer Energie, Erdgas, Fernwärme, Fernkälte und Warmbrauchwasser mit individuellen, intelligenten Zählern[6] zu wettbewerbsfähigen Preisen, um den tatsächlichen Energieverbrauch des Endkunden aufzuzeigen und Informationen über die tatsächliche Nutzungszeit bereitzustellen (Artikel 9 EnEff-RL);
- umfassende Abrechnungsinformationen für den Kunden um eine nachvollziehbare Darstellung der aktuellen Energiekosten zu gewährleisten (Artikel 10 EnEff-RL);
- weitgehend kostenfreier Zugang zu den Verbrauchserfassungs- und Abrechnungsinformationen (Artikel 11 EnEff-RL);
- Programme für „informierte und kompetente Verbraucher“ um die effiziente Nutzung von Energie durch Kleinabnehmer, auch Privathaushalte, zu fördern und zu erleichtern (Artikel 12 EnEff-RL).

#### Energieeffizienz bei der Energieversorgung
Die Energieeffizienz bei der Energieversorgung soll vor allem erreicht werden durch:
- Förderung des Einsatzes hocheffizienter KWK und der effizienten Fernwärme- und Fernkälteversorgung (Artikel 14 EnEff-RL) und
- Gewährleistung und Förderung der Energieeffizienz  bei Energieumwandlung, -übertragung bzw. -fernleitung und – verteilung (Artikel 15 EnEff-RL).

### Energiedienstleistungsmarkt
Gemäß Artikel 18 EnEff-RL haben die Unionsmitgliedstaaten die Entstehung und Etablierung eines Energiedienstleistungsmarkt und den Zugang zu diesem Markt für KMU zu fördern. Dies soll durch die Unionsmitgliedstaaten vor allem durch die Bereitstellung von Informationen über:
- Energiedienstleistungsverträge und Klauseln, die in solche Verträge aufgenommen werden sollten, um Energieeinsparungen und die Rechte der Endkunden zu garantieren;
- Finanzinstrumente, Anreize, Zuschüsse und Darlehen zur Förderung von Dienstleistungsprojekten im Bereich Energieeffizienz;

sowie die Entwicklung von Gütesiegeln und andere geeignete Maßnahmen
erfolgen.

## Änderungen bestehender RL und Außerkrafttreten

### Außerkrafttreten
Gemäß Artikel 27 Abs. 1 der EnEff-RL wird die „Richtlinie 2006/32/EG — ausgenommen deren Artikel 4 Absätze 1 bis 4 und Anhänge I, III und IV — […] unbeschadet der Verpflichtungen der Mitgliedstaaten im Zusammenhang mit den Fristen für die Umsetzung in innerstaatliches Recht ab 5. Juni 2014 aufgehoben. Der Artikel 4 Absätze 1 bis 4 und die Anhänge I, III und IV der Richtlinie 2006/32/EG werden ab dem 1. Januar 2017 aufgehoben. Die Richtlinie 2004/8/EG wird unbeschadet der Verpflichtungen der Mitgliedstaaten im Zusammenhang mit den Fristen für die Umsetzung in innerstaatliches Recht ab 5. Juni 2014 aufgehoben. Bezugnahmen auf die Richtlinien 2006/32/EG und 2004/8/EG gelten als Bezugnahmen auf die vorliegende Richtlinie und sind nach Maßgabe der Entsprechungstabelle in Anhang XV zu lesen“.
Gemäß Artikel 27 Abs. 2 werden in der Richtlinie 2010/30/EU der Artikel 9 Absätze 1 und 2 ab 5. Juni 2014 gestrichen.

### Änderungen
Gemäß Artikel 27 Abs. 3 wird in der Richtlinie 2009/125/EG der Erwägungsgrund 35a eingefügte und in Artikel 6 Absatz 1 wird ein Satz angefügt.

## Beschwerdeverfahren aufgrund der Energieeffizienz-Richtlinie
Im Juli 2016 haben die Deutsche Umwelthilfe und der BUND ein Beschwerdeverfahren bei der Europäischen Kommission gegen Deutschland eingeleitet. Die beiden Umweltorganisationen kritisieren, dass die von der deutschen Politik eingeleiteten Maßnahmen wie das Energieeffizienzgesetz (Deutschland) nicht ausreichen, um das Ziel einer Energieeinsparung von durchschnittlich 1,5 % pro Jahr zu erreichen.